# Jorge Bryan Díaz
Jorge Bryan Díaz (Bronx, Nueva York,  13 de noviembre de 1989) es un jugador profesional de baloncesto boricua que pertenece a la plantilla de los Criollos de Caguas del BSN de Puerto Rico. Integra la Selección de baloncesto de Puerto Rico.

## Inicios
Jorge  nació en Bronx, Nueva York, Estados Unidos, hijo de Nilda Hernández, boricua, y Jorge Díaz, ecuatoriano. Tiene una hermana, Natalie Diaz. Cuándo  tenía 4 años  su familiar se mudó a Caguas, Puerto Rico. Jugó en el  Colegio Bautista de Caguas donde fue entrenado por Leonel Arill, con quien consiguió un título nacional 2006. Promedió aproximadamente 17 puntos, 10 rebotes y tres bloqueos por juego en la temporada 2007-08.

## Carrera

### Universidad
El 17 de enero del año 2009 se une a los Nebraska Cornhuskers donde concentró sus estudios en español. Como jugador,  ha sufrido lesiones de pie muchas veces. En el año 2012 como junior, podría haber sido considerado el segundo en el "Big Ten" en bloqueos por partido, pero lamentablemente no jugó los partidos necesarios calificar para los rankings de la Liga debido a las lesiones.

#### Estadísticas
| Estación | Equipo   | Liga   | GP | MPG  | FG%% | 3P%% | RPG | APG | SPG | BPG | PPG  |
| -------- | -------- | ------ | -- | ---- | ---- | ---- | --- | --- | --- | --- | ---- |
| 2009/10  | Nebraska | NCAA I | 39 | 23.7 | .522 | .490 | 4.0 | 1.0 | 0.5 | 1.2 | 8.8  |
| 2010/11  | Nebraska | NCAA I | 32 | 26.3 | .538 | .514 | 4.4 | 1.0 | 0.5 | 1.2 | 10.5 |
| 2011/12  | Nebraska | NCAA I | 16 | 27.3 | .471 | .667 | 4.3 | 0.6 | 0.4 | 1.9 | 8.6  |

### Profesional
[actualizar]

### EstadísticasBSN
| Estación | Equipo                  | Liga            | GP | MPG | FG%% | 3P%% | FT%% | RPG | APG | SPG | BPG | PPG  |
| -------- | ----------------------- | --------------- | -- | --- | ---- | ---- | ---- | --- | --- | --- | --- | ---- |
| 2013     | Piratas de Quebradillas | Puerto Rico BSN | 25 | --  | .540 | --   | .710 | 1.6 | 0.2 | --  | --  | 2.4  |
| 2014     | Piratas de Quebradillas | Puerto Rico BSN | 26 | --  | .570 | .280 | .730 | 3.8 | 0.7 | --  | --  | 8.58 |
| 2015     | Mets de Guaynabo        | Puerto Rico BSN | 44 | --  | .620 | .340 | .560 | 3.5 | 0.4 | --  | --  | 6.5  |

## Selección nacional
Diaz participó de la selección sub-19 de Puerto Rico viajando a muchos torneos internacionales, incluyendo el Campeonato Mundial de Baloncesto Sub-19 de 2007 jugado en Serbia. Donde fue seguido por el personal de los Nebraska Cornhuskers. Ha participado en cinco torneos FIBA representando a Puerto Rico. Actualmente es el pívot más alto del equipo de Puerto Rico.

### Estadísticas
| Competición                        | Año  | GP | MPG  | 2P%  | 3P%  | FT%  | RPG | APG | PPG | BPG |
| ---------------------------------- | ---- | -- | ---- | ---- | ---- | ---- | --- | --- | --- | --- |
| Copa Mundial de Baloncesto de 2014 | 2014 | 4  | 9.2  | .200 | .000 | .000 | 2.5 | 0.0 | 1.0 | --  |
| Campeonato FIBA Américas de 2015   | 2015 | 4  | 24.5 | .571 | .000 | .500 | 4.3 | 1.5 | 7.0 | --  |
| Copa Tuto Marchand 2015            | 2015 | 3  | 18   | .450 | .333 | .500 | 4.7 | 0.0 | 7.7 | --  |